# Húsz óra
Húsz óra (Brasil: Vinte Horas) é um filme de drama húngaro de 1965 dirigido por Zoltán Fábri e escrito Miklós Köllõ e Ferenc Sánta. 
Em 1965, participou da mostra oficial do Festival de Acapulco, no México.
Foi selecionado como representante da Hungria à edição do Oscar 1966, organizada pela Academia de Artes e Ciências Cinematográficas.[carece de fontes?]

## Elenco
- Antal Páger - Elnök Jóska
- János Görbe - Balogh Anti
- Emil Keres - repórter
- Ádám Szirtes - Kocsis Béni
- László György - Varga Sándor
- József Bihari - Cuha András
- Lajos Öze - Kiskovács
- János Makláry - Vencel György
- Károly Kovács - conde
- Gyula Bodrogi - médico
- Ági Mészáros - Terus
- Tibor Molnár - Máthé